# Лавр (Тимохин)
Архимандри́т Лавр (в миру Виктор Алексеевич Тимохин; 3 сентября 1955, село Петрушино, Алексинский район, Тульская область — 6 апреля 2018, Новомосковск) — архимандрит Русской православной церкви, первый игумен Свято-Успенского монастыря, член епархиального совета Тульской епархии, почётный гражданин города Новомосковска.

## Биография
Родился 3 сентября 1955 года в селе Петрушино Алексинского района Тульской области в семье рабочих. В 1970 году окончил восемь классов и поступил учиться в ПТУ и одновременно в вечернюю школу, где закончил 11 классов. После учёбы и до призыва в армию работал на Тульском оружейном заводе. С 1973 по 1975 год служба в армии в группе советских войск в Чехословакии. По окончании военной службы работал слесарем-сборщиком на тульском заводе «Арсенал», пел на клиросе храма Двенадцати Апостолов города Тулы. С 1978 года иподиаконствовал у епископа Тульского и Белевского Германа (Тимофеева)
19 августа 1981 года епископом Тульским и Белевским Германом (Тимофеевым) рукоположён в сан диакона, 19 августа 1982 года — во иерея.
Овдовел. 4 декабря 1990 года после литургии в праздник Введения во храм Пресвятой Богородицы митрополит Тульский и Белевский Серапион (Фадеев) совершил постриг протоиерея Виктора Тимохина в монашество, с наречением имени Лавр — в честь святого мученика Лавра.
До вдовства и пострига воспитывал двоих сыновей, которые впоследствии стали священнослужителями Подольской епархии Московской митрополии.

## Служение
С 1982 по 1989 год — настоятель храма Святого мученика Александра Римского села Ченцово Заокского района.
С 1989 года член Епархиального совета Тульской епархии.
С 1989 по 1991 год — настоятель Богородицерождественского кафедрального собора в Белёве.
В 1990—1991 годах — благочинный церквей Белёвского благочиннического округа.
С 1991 по 2005 год — настоятель Иоанно-Предтеченского храма в посёлке Епифань, без освобождения от прежнего настоятельства.
С 1991 года — настоятель молитвенного дома в честь Рождества Пресвятой Богородицы в Новомосковске и благочинный церквей Новомосковского округа.
С 1991 года — наместник Свято-Введенской Макариевской пустыни села Жабынь Белёвского района (без освобождения от послушаний).
В 1991—1993 годах — настоятель Свято-Спасского храма в селе Спасском Новомосковского района (без освобождения от предыдущих послушаний).
В 1993—1994 годах — настоятель Свято-Казанского храма в селе Гремячем Новомосковского района (без освобождения от предыдущих послушаний).
6 июня 1995 года Священный синод Русской православной церкви благословил открытие в Новомосковске Свято-Успенского мужского монастыря. Архимандрит Лавр (Тимохин) был утверждён наместником монастыря.
С 2000 года — благочинный епархиальных монастырей Тульской епархии, благочинный церквей Тульской епархии по Донскому и Куркинскому (до 2001 года Кимовскому и Узловскому) округам, настоятель Богородицерождественского храма села Монастырщина (на Куликовом поле) Кимовского района.
С 2000 по 2012 год — настоятель Свято-Казанского храма села Осаново Новомосковского района.
В 2002 году — настоятель Иоанно-Богословского храма посёлка Куркино, временно исполняющий обязанности благочинного церквей по Ясногорскому округу.
С 2000 года — председатель ревизионной комиссии Тульской епархии.
В 2000—2005 годах открывал и был настоятелем храма Архистратига Михаила села Михайловского Куркинского района, Никольского собора в посёлке Епифань, Свято-Введенского храма села Молоденки Кимовского района, Свято-Никольского храма села Орловки Куркинского района, Свято-Никольского храма села Мечнянки Ефремовского района Тульской области.
В 2012 году назначен настоятелем храма Всех Святых города Новомосковска.
В 2009 году участвовал в Поместном соборе Русской православной церкви в составе делегации от Тульской епархии.
С 2010 году — заместитель председателя епархиального отдела по взаимодействию с казачеством, духовник Станичного казачьего общества города Новомосковска.
В 2012 году избран председателем совета благочинных Тульской епархии.
В 2014 году делегат собрания игуменов и игумений монастырей Русской православной церкви, прошедшего под председательством патриарха Кирилла.
Скончался 6 апреля 2018 года в Новомосковске. 9 апреля 2018 года в Свято-Успенском монастыре Новомосковска состоялось его отпевание. Чин отпевания и погребения совершил митрополит Тульский и Ефремовский Алексий (Кутепов).

## Награды

### Иерархические
- 1983 — набедренник;
- 1988 — протоиерейство, крест с украшениями;
- 1992 — игуменство;
- 1994 — архимандритство;
- 1999 — Право служения с архимандричьим жезлом;

### Богослужебные
- 2005 — право служения Божественной Литургии с открытыми Царскими Вратами до «Херувимской»
- 2010 — право служения Божественной Литургии с открытыми Царскими Вратами до «Отче наш…»

### Награды Русской Православной Церкви
- 1993 — Патриаршая грамота;
- 1996 — орден Св. Кн. Даниила Московского III ст.;
- 2001 — орден Прп. Сергия Радонежского III ст.;
- 2005 — орден Прп. Серафима Саровского III ст.;
- 2012 — медаль Тульской Митрополии «Собор Тульских Святых» III ст.
- 2013 — орден Святителя Николая Чудотворца (УПЦ МП)

### Государственные награды
- 19 февраля 1996 г. на основании Указа Президента Российской Федерации награждён Медалью Жукова;

### Ведомственные награды
- 2004 г. — знак «125 лет Уголовно-исполнительной системе»;
- 2008 г. — медаль «90 лет военным комиссариатам МО России»;
- 2009 — знак «130 лет ФСИН России»;
- 2009 — Почетная грамота Военного комиссариата гг. Новомосковск, Донской и Новомосковского района;
- 2010 — медаль ФСИН России «За укрепление уголовно исполнительной системы»;
- 2012 г. — почетный знак Министерства внутренних дел Российской Федерации «За содействие МВД России»;
- 2013 г. — медаль «95 лет военным комиссариатам МО РФ»;
- 2014 г. — медаль «За заслуги перед 31-й дивизией АПЛ СФ».

### Награды Тульской области
— 1996 г. Благодарность Губернатора — главы администрации Тульской области, за активное участие в общественной жизни на территории Тульской области
— 2008 г. — Благодарность Губернатора Тульской области «За большой личный вклад в сферу образования и духовно-нравственное воспитание молодежи Тульской области»;
— 2011 г. — Почетная грамота Департамента образования Тульской области «За многолетнюю работу по духовно-нравственному воспитанию детей и молодежи»;
— 2012 г. — Медаль Тульской области «За милосердие»;
— 2012 г. — Почетная грамота Тульской областной Думы «За большой вклад в развитие духовных и культурных традиций, активную общественную деятельность»;
−2012 г. — Почетный знак Губернатора Тульской области «Общественное признание»;
— 2012 г. — Благодарственное письмо Губернатора Тульской области;
— 2012 г. — Почетная грамота Губернатора Тульской области;
— 2014 г. — Почетная грамота Министерства образования Тульской области;
— 2015 г. — Серебряная медаль «За особый вклад в развитие Тульской области».
— 2015 г. — Звание «Ветеран труда Тульской области»
— 2015 г. — Благодарность Губернатора Тульской области
— 2018 г. — Знак «Ордена доброты»

### Муниципальные награды
— 2004 г. — Благодарственное письмо главы МО г. Новомосковск и Новомосковский район;
— 2005 — Постановлением муниципального образования г. Новомосковск Тульской обл. присвоено почетное звание «Почетный гражданин города Новомосковска»;
— 2013 — Благодарственное письмо комитета по образованию АМО г. Донской;
— 2014 — Благодарственное письмо главы администрации МО г. Новомосковск.
— 2015 — Почетная грамота главы администрации МО Куркинский район.

### Общественные и иные награды
— 2011 г. — По итогам опроса жителей СМИ г. Новомосковска, признан победителем конкурса «Человек года — 2011» города Новомосковска".
— 2012 г. — орден Великого князя Дмитрия Донского «За заслуги и верность долгу» фонда ветеранов Вооруженных сил и правоохранительных органов;
— 2012 г. — медаль РСВА «За заслуги в патриотическом воспитании молодежи»;
— 2012 г. — медаль РСВА «За службу в танковых войсках»;
— 2012 г. — юбилейная медаль «10 лет Московского казачьего корпуса им. М. А. Шолохова»;
— 2013 г. — Почетная грамота ГОУ ТО «Новомосковская школа — интернат для детей сирот»;
— 2013 г. — медаль «Северный флот. Новомосковск»;
— 2013 г. — Почетная грамота ТОООО «Российский Союз ветеранов Афганистана»;
— 2013 — Благодарственное письмо ГУСОН ТО «ТЦСПСиД Новомосковского р-на»;
— 2014 г. — орден РСВА «За заслуги»;
— 2015 г. — Почетная грамота Государственного музея-заповедника «Куликово поле»;
— 2016 г. — Медаль 110 лет Подводному флоту России.

### Награды ВКО «Центральное казачье Войско»
— 2009 г. — наградной крест «За веру и службу России», Наградной крест «За заслуги перед казачеством России» IV ст.;
— 2010 г. — знак отличия (крест) «За заслуги перед войсковым казачьим обществом»;
— 2012 г. — медаль «Князь Дмитрий Донской»;
— 2012 г. — медаль «За усердие в службе»;
— 2014 г. — медаль «ХХ лет Центральному казачьему войску».

## Участие в общественной жизни
С 2005 г. по нв попечитель ГОУ ТО «Новомосковская специальная (коррекционная) школа-интернат для детей-сирот и детей, оставшихся без попечения родителей, с ограниченными возможностями здоровья»
— 2009 г. — избран членом общественного совета Муниципального образования г. Новомосковск;
— 2010 г. по нв — член комиссии по вопросам помилования образованной на территории Тульской области;
С 2010 по 2012 г. — член попечительского совета по вопросам похоронного дела при Правительстве тульской области;
С 2010 г. — член попечительского совета ГУЗ «Тульский областной специализированный дом ребёнка № 3»;
— 2011 г. — утвержден членом общественного совета ОМВД по г. Новомосковску Тульской обл.;
— 2012 г. избран членом попечительского совета Тульской Православной классической гимназии;
— 2013 г. включен в состав Общественного совета по здравоохранению при ГУЗ «Новомосковская городская клиническая больница»;
— 2014 г. включен в состав Совета по вопросам межнациональных и межконфессиональных отношений при главе администрации МО г. Новомосковск.

## Статьи и публикации
- Паншин Г. ЛАВР [Тимохин Виктор Алексеевич] // Паншин Г. И. Куликово Поле от «А» до «Я». — Новомосковск, 1998.
- Архимандрит Лавр (Виктор Алексеевич Тимохин) // Желтова А. Б. Белев — город храмов и монастырей / А. Б. Желтова; под общ. ред. архимандрита Лавра (Тимохина) — благочинного монастырей Тульско-Белевской епархии. — Орёл, 2009.
- Архимандрит Лавр (Тимохин Виктор Алексеевич) // Край наш Тульский: путеводитель / [сост. В. В. Куликов]. — Тула
- ЛАВР [Тимохин Виктор Алексеевич] // Поле Куликово: энциклопедия. — Тула, 2001.
- Ими гордится Тульская земля // Тульский край : арсенал и щит России / текст В. Шавырин; фото В. Дворецкий, И. Каретников.